# Istoria Indoneziei

Steagul Indoneziei

Indonezienii au o istorie îndelungată și întortocheată. Între secolele al VII-lea și al XIV-lea s-au format în principalele insule indoneziene mai multe state feudale: Sriwijaya, Tarumanegara, Mataram, Dharmawanga, ca, apoi, în secolul al XV-lea să se impună regatul Majapahit, promotor al culturii originare javaneze.
Începând din secolul al XVII-lea, Indonezia devine, prin prisma bogățiilor sale naturale un punct de mare interes pentru colonialiștii portughezi, spanioli, englezi și mai ales olandezi. 
După înființarea orașului Batavia (1619)-actuala capitală Jakarta-în arhipelagul indonezian se impune Olanda, al cărei dominație colonială de peste 3 secole va dura -de facto- până în anul 1942, iar -de jure-până în anul 1949.
În timpul celui de al doilea război mondial, Indonezia este ocupată de Japonia, care, în ideea de a zdruncina structurile coloniale, pro-olandeze, ajută indirect la întărirea forțelor naționaliste autohtone. Ulterior, acestea, așteptând un moment prielnic, proclamă, la puține zile după capitularea Japoniei, respectiv la 17 august 1945, Independența de stat a Indoneziei și îl aleg ca președinte pe charismaticul lider Soekarno.
Frustrată de pierderea controlului asupra bogățiilor principalei sale colonii, Olanda declanșează ample acțiuni militare contra forțelor noului guvern Soekarno-Hatta, dar nu reușește succese militare determinante și sub presiunea opiniei publice internaționale, recunoaște la 27 decembrie 1949 și -de jure- statul independent indonezian.
 O.N.U. - În Adunarea Generală a O.N.U. din 28 septembrie 1950, Indonezia este primită, cu cinci ani înaintea României, ca nou membru al Organizației Națiunilor Unite. În perioada următoare, Indonezia reușește să revendice și să includă în teritoriul său și alte două provincii:
- 1963- Irianul de Vest (un teritoriu cu o suprafață de două ori mai mare decât al României), cu acordul comunității internaționale;
- 1976- Timorul de Est (fosta colonie portugheză) fără acordul -de jure- al O.N.U. fapt ce-i va crea probleme pe plan internațional și intern, și va conduce, in 1999, la desprinderea Timorului de Est și constituirea acestuia, începând cu 20 mai 2002, ca cel de-al 192-lea stat independent membru al O.N.U., cu capitala la Dili.
Mata Hari, o celebră artistă spion, curtezană olandeză, care s-a căsătorit cu un ofițer olandez, a petrecut, în primul deceniu al sec al XX-lea, câțiva ani buni în Indonezia și apoi s-a făcut cunoscută în Europa, alături de un sex-apeal devorator tocmai prin interpretarea unor dansuri jawaneze și purtarea unor veșminte specific indoneziene. De altfel, chiar numele sau exotic, Mata Hari a fost inspirat din limba indoneziană, a cărui semnificație este „Soarele strălucitor“, sau „Ochiul Zilei“ (mata- ochi; hari- zi).